# Papyrus 87
Papyrus 87 (nach Gregory-Aland mit Sigel {\displaystyle {\mathfrak {P}}}87 bezeichnet) ist eine frühe griechische Abschrift des Neuen Testaments. Dieses Papyrusmanuskript ist das älteste bekannte Dokument des Philemonbriefes. Erhalten geblieben sind die Verse 13–15 und 24–25. Mittels Paläographie wurde es auf das späte 2. oder frühe 3. Jahrhundert datiert.
Der griechische Text des Kodex repräsentiert den Alexandrinischen Texttyp (oder einen proto-Alexandrinischen). Aland bezeichnete ihn als einen „normalen Text“ und ordnete ihn in Kategorie I ein.
Die Handschrift wird im Institut für Altertumskunde an der Universität Köln unter der Signatur P. Col. theol. 12 aufbewahrt.